# 수단의 행정 구역

수단의 행정 구역

수단은 18개 주로 구성되어 있다.
- 하르툼주 (1)
- 북쿠르두판주 (2)
- 북부주 (3)
- 카살라주 (4)
- 청나일주 (5)
- 북다르푸르주 (6)
- 남다르푸르주 (7)
- 남쿠르두판주 (8)
- 알자지라주 (9)
- 백나일주 (10)
- 나일주 (11)
- 홍해주 (12)
- 알카다리프주 (13)
- 센나르주 (14)
- 서다르푸르주 (15)
- 중앙다르푸르주 (16)
- 동다르푸르주 (17)
- 서쿠르두판주 (18)